# العلاقات السعودية الكندية
العلاقات السعودية الكندية هي العلاقات بين المملكة العربية السعودية وكندا
و تشمل العلاقات بين البلدين مجالات عديدة تتعلق بمكافحة الإرهاب وشؤون
اللاجئين كما أن كندا تحتضن ما يقارب 15000 طالب سعودي في كندا معظمهم من الأطباء والأخصائيين.

## الزيارات الرسمية
في 2001 قام رئيس الوزراء الكندي جان كريتيان بزيارة دولية للمملكة العربية السعودية.

## العلاقات الدبلوماسية
في اجتماع عقد في أوتاوا في ديسمبر 2015 التقى وزير الخارجية الكندي ستيفان ديون نظيره السعودي عادل الجبير لمناقشة المسائل المتعلقة بحقوق الإنسان في المملكة العربية السعودية. خلال الاجتماع تم احتجاز الحكومة السعودية للناشط الحقوقي رائف بدوي.
في أعقاب الإعدام الجماعي في المملكة العربية السعودية في عام 2016 حيث أُعدم 47 مدني مدانون بالإرهاب طلب ستيفان ديون من المملكة العربية السعودية احترام الإجراءات القانونية السليمة واتّباع المعايير الدولية فيما يتعلق بحقوق الإنسان. كما أعربت وزارة الخارجية الكندية عن قلقها من احتمال أن تؤدي عمليات الإعدام هذه إلى تجديد الاحتكاك الطائفي في الشرق الأوسط.

## العلاقات الاقتصادية
المملكة العربية السعودية هي الشريك التجاري السابع عشر لكندا. استوردت المملكة العربية السعودية ما قيمته 1.5 مليار دولار من السلع الكندية في عام 2015 وفقا للبنك الدولي. استوردت كندا ما قيمته 1.5 مليار دولار من البضائع السعودية في عام 2015.
منذ نهاية عام 2012 وحتى منتصف عام 2018 أصبحت المملكة العربية السعودية ثاني أكبر سوق للصادرات الكندية في الشرق الأوسط. مثل إسرائيل يعزى معظم نجاح العلاقات الكندية-السعودية السابقة إلى معارضة إيران ودول أخرى في المنطقة. حول العلاقات الثنائية مع المملكة العربية السعودية كانت المصالح الاقتصادية والتجارية في المقدمة في جميع المناقشات والاجتماعات.
تم تمويل العديد من المدارس الإسلامية الخاصة في كندا بشكل مباشر من قبل المملكة العربية السعودية لتصل إلى مئات الآلاف من الدولارات. وقد ثبت أن هذا أمر مثير للجدل حيث يقول المنتقدون أنه يمكن استخدام هذه المدارس لنشر مذهب المملكة العربية السعودية الديني الصارم المعروف باسم السلفية الوهابية.

## العلاقات العسكرية
خلال حرب الخليج الثانية تعاونت القوات الكندية والسعودية مع قوات التحالف لقمع غزو الكويت وتقدم الجيش العراقي. في فبراير 1991 فتحت كندا مستشفى ميدانياً في المملكة العربية السعودية في قرية القيصومة الشمالية الشرقية لعلاج كل من قوات التحالف والقوات العراقية.
في يناير 2014 قام رئيس الوزراء الكندي ستيفن هاربر بزيارة للمملكة العربية السعودية أثناء زياراته للشرق الأوسط.
في فبراير 2014 وقع ستيفن هاربر أطول عقد تسليح في تاريخ كندا مع السعودية  حيث باعت كندا معدات عسكرية في عقد مدته 14 سنة حيث بلغت قيمة الصفقة بضعه مليارات، تمت هذه الصفقة بعد أن وقعت شركة جنرال ديناميكس العام السابق عقد تسليح للحكومة الكولومبية بلغت قيمته 65.3 مليون دولار  بالرغم من أن الحكومة السعودية لم تذكر أي تفاصيل حول هذه الصفقة وما تتضمنه ولكن وزير التجارة الكندي إد فاست صرح: «بأن هذا الأتفاق سيسهم في خلق 3000 فرصة عمل سنوية في كندا» كما قال في وقت لاحق أن هذه الصفقة ستستفيد منها 500 شركة كندية ولم يتم الكشف عن أسماء هذه الشركات للعامة. وفقا لهيئة الإذاعة الكندية شملت هذه الصفقة 928 مركبة مدرعة خفيفة على وجه التحديد نموذج يعرف باسم لاف الثالثة. من بين هذه لاف الثالثة تم تصنيف 119 كمعدات ثقيلة. وشملت أيضا في إطار هذه الصفقة هو توفير المساعدة الفنية لمدة 14 عاما. عززت هذه الصفقة السعودية باعتبارها ثاني أكبر وجهة تصدير للأسلحة الكندية بعد الولايات المتحدة. ذكرت هيئة الإذاعة الكندية أن أول شحنة من المركبات ستصل إلى السعودية بحلول عام 2017.
وتعرضت هذه الصفقة على الفور لنيران العديد من السياسيين والمواقع الإخبارية الكندية الذين اعتقدوا أن السيارات قد تسيء استخدامها المملكة العربية السعودية لارتكاب انتهاكات لحقوق الإنسان وخاصة ضد الأقلية الشيعية فيها. علاوة على ذلك عندما تدخلت المملكة العربية السعودية في اليمن في عام 2015 أثيرت تساؤلات حول ما إذا كانت السيارات ستستخدم ضد المدنيين اليمنيين.
على الرغم من أن الاتفاق تم مع حكومة ستيفن هاربر المحافظة فقد أعطى رئيس الحكومة الليبرالية جاستن ترودو الضوء الأخضر لبدء الصفقة في أبريل 2016 عندما منح تصاريح تسمح بتصدير السيارات. عندما واجه ترودو إمكانية استخدام المملكة العربية السعودية للسيارات ضد سكانها المدنيين ذكر أنه ملزم باحترام الاتفاق الذي أبرمه سلفه. في أغسطس 2017 أجرت وزيرة الخارجية الكندية كريستيا فريلاند تحقيقاً في الاستخدام السعودي للسيارات الكندية الصنع. وفي فبراير 2018 توصل فريق التحقيق إلى أنه لا يوجد دليل قاطع على أن المملكة العربية السعودية قد ارتكبت أي انتهاكات لحقوق الإنسان باستخدام سيارات مصدرها كندا.

## العلاقات الدراسية
إن المكتب الثقافي السعودي في كندا الذي تم إطلاقه في مايو 1978 كقسم تابع لوزارة التعليم السعودية مسؤول عن إدارة الطلاب السعوديين في كندا. واحدة من أهم إداراتها هي وحدة العلاقات الأكاديمية التي تتحكم في تقديم الوثائق الهامة للجامعات الكندية مثل النصوص ووثائق القبول كما أنها نشطة في تنظيم زيارات رسمية وتوقيع اتفاقيات تعاونية. وتشمل الإدارات الأخرى في المكتب الثقافي السعودي في كندا وحدة إعداد اللغة الإنجليزية ووحدة القبول والتي توفر المشورة التسجيل للطلاب السعوديين وترصد حالة القبول.
كان هناك أكثر من 15000 طالب سعودي في كندا في عام 2007 بما في ذلك 800 طبيب مقيم ومتخصص قدموا الرعاية إلى السكان الكنديين موازين للمساعدات الكندية للسعوديين. في عام 2015 مثّل الطلاب السعوديون 3٪ من إجمالي الطلاب الأجانب في كندا. وتشير الأرقام الرسمية التي قدمها المركز إلى أنه في عام 2014 كان هناك 16000 طالب دراسي سعودي في كندا و 1000 متدرب طبي.

## العلاقات الثقافية
تقام الاحتفالات باليوم الوطني للمملكة العربية السعودية سنويا في العاصمة الكندية أوتاوا في 23 سبتمبر. تنظمها سفارة السعودية في أوتاوا بالتعاون مع المكتب الثقافي السعودي في كندا.

## علاقات أخرى
في مارس 2008 أصبح محمد كحيل مشهورا لأنه رجل كندي من أصول فلسطينية قد يكون أول غربي في عقود يعدم في السعودية. كان يحمل الجنسية الكندية وخططت الحكومة السعودية لقطع رأسه في مكان عام. تناقشت الحكومة الكندية ما إذا كانت ستستأنف طلب الرأفة أم لا. في ذلك الوقت كان يعتقد أن هذا الحدث قد يسبب صعوبات للعلاقات الكندية السعودية.
في عام 2000 ألقت الحكومة السعودية القبض على الكندي ويليام سامبسون بتهمة التواطؤ في تفجير انتحاري في الرياض مع انكار المتهم للتهمة. تم سجنه وانتقدت في وقت لاحق الحكومة الكندية لعدم مساعدته. تم إطلاق سراحه بعد تدخل بريطاني بعد سجنه لمدة عامين.

## الأزمة الدبلوماسية 2018

### الخلفية
أصدرت وزيرة الشؤون الخارجية الكندية كريستيا فريلاند بيانا عبر تويتر في 2 أغسطس 2018 أعرب فيه عن قلق كندا إزاء اعتقال سمر بدوي الناشطة في مجال حقوق الإنسان وشقيقة الناشط السعودي المسجون رائف بدوي. دافعت فريلاند عن إطلاق سراحها بالإضافة إلى إطلاق سراح ناشطين آخرين في المملكة العربية السعودية. كما قام دبلوماسيون كنديون آخرون وسفارة كندا في الرياض بإصدار بيانات ذات تأثير مماثل.

### الصورة المثيرة للجدل
زادت الأوضاع توترًا عقب نشر حساب يحمل اسم «إنفوغرافيك السعودية» -تابع للحكومة السعودية- لصورة على موقع تويتر «تُظهر» طائرة متجهة نحو برج سي إن في تورونتو يوم 6 آب/أغسطس. لم تثر الصورة الكثير من الاهتمام في العالم العربي على عكس الغربي -وبخاصة ساسة الولايات المتحدة- الذين اعتبروا أن الصورة عبارة عن تهديد إرهابي لكندا على غرار هجمات 11 أيلول/سبتمبر التي نفذها أشخاص غالبيتهم من المملكة العربية السعودية. قام الحساب فورًا بحذف الصورة وأصدرَ اعتذارا علنيا «لأولئك الذين شعروا بالإهانة» موضحا في الوقت ذاته أن الصورة كانت من المفترض أن تُظهر السفير الكندي دينيس هوراك وهو في رحلة العودة إلى كندا. أمرت وزارة الثقافة والإعلام في المملكة العربية السعودية بفتحِ تحقيقٍ في الحادث كما أمرت بتعليق الحساب إلى أجل غير مسمى على موقع تويتر.

### رد فعل السعودية
رداً على الانتقادات الكندية نشرت وزارة الخارجية السعودية بيانًا رسميًا أعربت فيه عن «عدم إيمانها» في التعليقات التي قدمتها فريلاند والسفارة الكندية في الرياض والتي اعتبرتها «غير قائمة على أي معلومات دقيقة أو صحيحة». وواصلت الوزارة التنديد بالبيانات باعتبارها «تدخلاً فاضحاً في الشؤون الداخلية للمملكة». علقت الحكومة السعودية كل العلاقات التجارية والاستثمارية الجديدة مع كندا وطردت سفير كندا. اعتبرت دينيس هوراك شخص غير مرغوب فيه وأعطته 24 ساعة لمغادرة البلاد. كما قالت المملكة العربية السعودية أنها ستستدعي سفيرها لدى كندا بشكل مؤقت لكن بيانًا قال أن البلاد تحتفظ «بحقها في اتخاذ مزيد من الإجراءات».
كما قامت الحكومة السعودية بتجميد جميع العلاقات التجارية الجديدة مع كندا وأصدرت تعليمات إلى الموظفين ببيع جميع الموجودات الكندية بما في ذلك الأسهم والسندات والنقد حتى لو كان ذلك يعني القيام بذلك على سبيل الخسارة. أمر الطلاب السعوديون المبتعثون من قبل الحكومة السعودية إلى كندا بالانتقال إلى بلد آخر أو المخاطرة بفقدان المساعدة المالية. ابتعثت الحكومة السعودية ما يقرب من 16000 طالب في وقت هذا المرسوم. أعلنت المملكة العربية السعودية في 8 أغسطس أنها ستوقف برامجها الطبية في كندا ونقل جميع المرضى السعوديين الذين يتلقون الرعاية في المستشفيات الكندية إلى مستشفيات في بلدان أخرى. بحلول ذلك التاريخ بدأت السعودية في بيع جميع أصولها الكندية للمستثمرين الأجانب.
أعلنت شركة الخطوط الجوية السعودية أن جميع الرحلات الجوية سيتم تعليقها من مطار الملك خالد الدولي في الرياض ومطار الملك عبد العزيز الدولي في جدة من وإلى كندا اعتبارًا من 13 أغسطس.
كجزء من العقوبات الاقتصادية نصحت منظمة الحبوب السعودية بأنها لن تقبل القمح أو الشعير من أصل كندي. ومع ذلك أشار بيان رسمي من وزير الطاقة خالد الفالح إلى أن الأزمة الدبلوماسية لن تؤثر على بيع النفط على كندا من أرامكو السعودية.
وردًا على الاقتراحات الواردة في وسائل الإعلام حول إمكانية الوساطة الخارجية قال وزير الخارجية السعودي عادل الجبير في 8 أغسطس أن بلاده لن تشارك في المفاوضات حتى تتراجع كندا عن بيانها الأصلي الذي يدعو إلى إطلاق سراح نشطاء حقوق الإنسان.
وذكرت صحيفة تورونتو ستار أن الإجماع بين المحللين أشار إلى أن الإجراءات التي اتخذها ولي العهد محمد بن سلمان آل سعود كانت بمثابة تحذير للعالم - وللنشطاء السعوديين في مجال حقوق الإنسان - بأن السعودية لا ينبغي خداعها.
في مقابلة مع برنامج في هيئة الإذاعة الكندية قام إياد البغدادي رئيس مركز الكواكبي للتحول الديمقراطي (منظمة غير حكومية) بالتنبؤ بهذا المستقبل للعلاقة بين البلدين. «لدى محمد بن سلمان نزعة لبدء أعمال كبيرة ينتهي بها المطاف في مستنقعات وأعتقد أن هذا سيستمر لسوء الحظ لفترة من الوقت».

### رد فعل كندا
ردت وزيرة الخارجية فريلاند على طرد السفير هوراك في مؤتمر صحفي في 6 أغسطس: «كندا ستدافع دائما عن حقوق الإنسان في كندا وحول العالم وحقوق المرأة هي حقوق الإنسان».
وفي 8 أغسطس صرح رئيس الوزراء جاستن ترودو للصحفيين أنه رفض الاعتذار عن مشاركة بلاده في تعزيز حقوق الإنسان قائلاً أن "الكنديين كانوا يتوقعون دوما من حكومتنا أن تتحدث بقوة وحزم وبأدب عن ضرورة احترام حقوق الإنسان في جميع أنحاء العالم. وأن كندا سوف تستمر في التحدث بقوة وحزم وأدب حول هذه المسألة. سنستمر في الدفاع عن القيم الكندية وحقوق الإنسان. إنه أمر سأفعله دائما".
وفي تعليق آخر حول «الاختلاف الدبلوماسي في الرأي» قال ترودو أن بلاده ستواصل العلاقة مع السعودية. «لدينا احترام لأهميتها في العالم ونقر بأنهم قد أحرزوا تقدما في عدد من القضايا الهامة».

### التأثيرات الاقتصادية
كان هناك بعض التساؤلات حول كيفية تأثير البيع السعودي على الاقتصاد الكندي. (منذ العام وحتى الآن كانت كندا قد صدّرت 1.4 مليار دولار كندي في شكل سلع إلى المملكة العربية السعودية حسب الإحصاءات الكندية). توقع خبير الشرق الأوسط ريكس بريمن من جامعة مكغيل أن الآثار الاقتصادية السلبية على المدى القصير كانت ممكنة لكن هذه الاستراتيجية «ستؤذي الشركات المملوكة للسعوديين». لكن مزارعي الحبوب الكنديين كانوا قلقين. قال رئيس شركة الحبوب الكندية أن تجارة الشعير خاصة ستتأثر لأن المملكة العربية السعودية تمثل سبعة في المائة من الصادرات السنوية. كانت مبيعات القمح أكثر تواضعا. وقال محلل في شركة «ليفت فيلد برودينت ريسيرش» في مقابلة مع رويترز أنه «سيكون هناك الكثير من الفرص أمام كندا لبيع الشعير والقمح في أماكن أخرى». أصبحت الإمدادات العالمية من الحبوب أكثر تشددًا بسبب المشكلات المتعلقة بالطقس في روسيا وأوروبا وأستراليا. مجلس القمح الكندي السابق الآن G3 مملوك جزئيا لشركة ساليك الزراعية السعودية.
انخفضت قيمة الدولار الكندي بشكل طفيف ولكن في 8 أغسطس وصلت إلى أعلى مستوى لها في أكثر من سبعة أسابيع بفضل البيانات التي تشير إلى النمو الاقتصادي وارتفاع الصادرات القياسية في الأشهر الأخيرة. يجب أن يكون التأثير الكلي لعمليات البيع السعودية على العملة الكندية «سريع الزوال» وفقًا لبيبان راي المدير التنفيذي ورئيس إستراتيجية العملات الأجنبية في أمريكا الشمالية في البنك الكندي الإمبراطوري للتجارة.

### ردود الفعل الدولية
في اليوم التالي لتخفيض المملكة العربية السعودية للعلاقات أعربت حكومة هادي في اليمن والإمارات العربية المتحدة والبحرين عن دعمهم للمملكة العربية السعودية.
أدان الأمين العام لمجلس وزراء الداخلية العرب والأمين العام لمجلس التعاون لدول الخليج العربية عبد اللطيف بن راشد الزياني في بيان أعرب فيه عن رد فعل مجلس التعاون أي تدخل في سيادة السعودية. ومع ذلك نأت قطر عضو مجلس التعاون بنفسها عن تصريحات الزياني وذكرت أن تعليقاته «لا تعكس رأيه» مع الإشارة إلى أنه يحافظ على علاقات ودية مع كندا.
أصدرت عضوة البرلمان الأوروبي مارييتيا شاكي بيانا تضامنا مع كندا وحصلت على دعم العديد من السياسيين الأوروبيين الآخرين.
أشارت عدة دول إلى دعم الإجراءات التي اتخذتها المملكة العربية السعودية في 7 أغسطس بما في ذلك السلطة الفلسطينية والأردن وجيبوتي وموريتانيا والسودان. في 8 أغسطس أعلنت ثلاث دول أخرى تضامنها مع الموقف السعودي: مصر وجزر القمر ولبنان. كانت روسيا داعمة للمملكة العربية السعودية حيث انتقدت ماريا زاخاروفا من وزارة الخارجية الروسية كندا بسبب «تسييس حقوق الإنسان». كما تم التعبير عن الدعم الرسمي للموقف السعودي من قبل مصر. وبخت سلطنة عمان والكويت كندا على ما اعتبرتهما تدخلا ولكنها نقلت أيضاً رغباتهما في الإسراع في حل النزاع. أعلنت الولايات المتحدة أنها لن تتورط في النزاع.
قالت مصادر لرويترز في 6 أغسطس أن كندا تسعى للحصول على مساعدة من حلفائها بريطانيا العظمى والإمارات العربية المتحدة لنزع فتيل النزاع الدبلوماسي. وحثت وزارة خارجية المملكة المتحدة على ضبط النفس من كلا طرفي النزاع وقالت أنها أثارت مخاوفها بشأن اعتقال المدافعين عن حقوق الإنسان في الآونة الأخيرة من قبل الحكومة السعودية بينما تضمن بيان الإمارات «رفضًا مطلقًا» لأي تدخل في الشؤون الداخلية العربية. على الرغم من أن وزارة الخارجية الأمريكية ذكرت أن الطرفين بحاجة إلى حل خلافهما بدون مساعدة فقد زعم تقرير نشرته مجلة أريبيان بزنس أن الرئيس دونالد ترامب «يحاول بشكل خاص إقناع السعودية بالرد على الأعمال العدائية مع كندا». استشهد مقال بلومبيرغ في 10 أغسطس «مسؤول أمريكي كبير» لم يذكر اسمه بأنه يذكر أن أشخاصًا غير محددين (من المفترض داخل الحكومة) كانوا يحاولون السيطرة على الضرر من وراء الكواليس.

### عودة العلاقات
أعلنت وزارة الخارجية السعودية في 24 مايو 2023 إنه في ضوء ما تم بحثه بين الأمير محمد بن سلمان بن عبد العزيز آل سعود ولي العهد رئيس مجلس الوزراء، ورئيس وزراء كندا جاستن ترودو، على هامش قمة منتدى التعاون الاقتصادي لدول آسيا والمحيط الهادئ (APEC) في بانكوك بتاريخ 18 نوفمبر 2022م، ورغبة من الجانبين في عودة العلاقات الدبلوماسية بين البلدين على أساس الاحترام المتبادل والمصالح المشتركة، فقد تقرر إعادة مستوى العلاقات الدبلوماسية مع كندا إلى وضعها السابق.
وفي 11 يناير 2024، أعلن اتحاد الغرف السعودية، عن إعادة فتح مسار التعاون الاقتصادي واستئناف الأنشطة والفعاليات التجارية بين قطاعي الأعمال في المملكة وكندا، وذلك بعد 5 سنوات من تعليق الاتحاد نشاط مجلس الأعمال المشترك والبعثات والوفود التجارية.